# Strade provinciali della provincia di Lecco
Le strade provinciali gestite dalla provincia di Lecco hanno una estensione totale di oltre 400 km. La rete è divisa in 7 circondari.

## SP 46 - SP 181
Questo è un elenco delle strade provinciali presenti sul territorio della provincia di Lecco:
- SP46 Valbrona
- SP47 Rogeno
- SP47 dir Bosisio Parini
- SP48 Cassago Brianza
- SP48 dir Bulciaghetto
- SP49 Molteno-Oggiono
- SP49 dir
- SP51 Santa
- SP52 Molteno-Rovagnate
- SP52 dir 1
- SP52 dir 2
- SP53 Sirtori
- SP53 dir 1 Torrevilla
- SP53 dir 2 Barzanò
- SP54 Monticello-Paderno
- SP55 Lomagna
- SP55 dir Usmate
- SP56 Imbersago
- SP57 Valgreghentino
- SP58 Colle Brianza
- SP59 Olginate
- SP60 Galbiate
- SP60 dir Ello
- SP62 della Valsassina
- SP62 dir Taceno
- SP63 Morterone
- SP64 Prealpina Orobica
- SP64 dir Barzio - Ponte Folla
- SP65 Esino
- SP66 Vendrogno
- SP67 Alta Valsassina e Valvarrone
- SP67 dir 1 Crandola
- SP67 dir 2 Premana
- SP67 dir 3 Sueglio
- SP68 Montevecchia
- SP69 Garbagnate Monastero
- SP70 Dolzago-Galbiate
- SP72 del lago di Como
- SP73 Parlasco
- SP177 Calolziocorte-Caprino
- SP178 Monte Marenzo
- SP179 Torre de' Busi-Valcava
- SP180 Calolziocorte-Carenno
- SP181 di Erve

## SP ex SS
Questo è invece un elenco delle strade statali diventate provinciali ai sensi del decreto legislativo n. 112 del 1998 e della Legge Regionale n. 1 del 2000, presenti sul territorio della provincia di Lecco:
- SP ex SS 342 dir Briantea
- SP ex SS 583 Lariana
- SP ex SS 639 dei Laghi di Pusiano e di Garlate